# Nong Jiang
Nong Jiang är ett vattendrag i Kina. Det ligger i provinsen Heilongjiang, i den nordöstra delen av landet, omkring 640 kilometer nordost om provinshuvudstaden Harbin. Nong Jiang ligger vid sjön Dalijia Hu.
Genomsnittlig årsnederbörd är 897 millimeter. Den regnigaste månaden är juli, med i genomsnitt 193 mm nederbörd, och den torraste är januari, med 14 mm nederbörd.